# Dial "S" for Sonny
Dial "S" for Sonny è un album del pianista statunitense Sonny Clark, pubblicato dalla Blue Note Records nel 1957.
Il disco fu registrato il 21 luglio del 1957 al Rudy Van Gelder Studio ad Hackensack nel New Jersey (Stati Uniti).

## Tracce
Lato A
1. Dial "S" for Sonny – 7:24 (Sonny Clark)
2. Bootin' It – 5:13 (Sonny Clark)
3. It Could Happen to You – 6:56 (Jimmy Van Heusen, Johnny Burke)

Lato B
1. Sonny's Mood – 8:36 (Sonny Clark)
2. Shoutin' on a Riff – 6:42 (Sonny Clark)
3. Love Walked In – 5:48 (George Gershwin, Ira Gershwin)

CD del 2005, pubblicato dalla Blue Note Records
1. Dial "S" for Sonny – 7:24 (Sonny Clark)
2. Bootin' It – 5:13 (Sonny Clark)
3. It Could Happen to You – 6:56 (J. Burke, J. Van Heusen)
4. Sonny's Mood – 8:36 (Sonny Clark)
5. Shoutin' on a Riff – 6:42 (Sonny Clark)
6. Love Walked in – 5:48 (G. Gershwin, I. Gershwin)
7. Bootin' It – 5:15 (Sonny Clark) – Bonus track-mono take, non presente nell'Lp originale

## Musicisti
Sonny Clark Sextet
- Sonny Clark - pianoforte
- Art Farmer - tromba (tranne in Love Walked In)
- Hank Mobley - sassofono tenore (tranne in Love Walked In)
- Curtis Fuller - trombone (tranne in Love Walked In)
- Wilbur Ware - contrabbasso
- Louis Hayes - batteria